# Ponte dell'Olio
Ponte dell'Olio (Al Pont da l'Oli [ɐlˈpõt dɐˈlɔli] in dialetto piacentino) è un comune italiano di 4 657 abitanti della provincia di Piacenza in Emilia-Romagna.

## Geografia fisica
Il comune di Ponte dell'Olio si trova in val Nure, sulla sponda destra del torrente Nure, sui Colli piacentini, nell'Appennino ligure. La porzione settentrionale del territorio comunale, fino al confine con San Giorgio Piacentino è pianeggiante, mentre la porzione meridionale presenta caratteristiche collinari che variano tra zone di prima collina e zone di alta collina. Una porzione del territorio comunale si trova nella val Riglio, valle percorsa dall'omonimo torrente il cui corso segna il confine comunale.
La vetta più elevata del comune è il monte Santo, di 676 m s.l.m.
Il territorio è ricco d'acqua, grazie alla presenza di numerosi corsi d'acqua secondari che formano piccole valli in prevalenza con andamento sud-nord; oltre a questi sono presenti derivazioni artificiali, come il Rio San Giorgio, che traggono le proprie acque dal corso del torrente Nure.

## Storia
Parte dei fondi della Basilica di Sant'Antonino di Piacenza sin dal 418, nell'alto Medioevo la zona era sede di un ponte di legno sul Nure, per passare sul quale era necessario il pagamento di un pedaggio.
Dopo la metà del XII secolo, i pellegrini provenienti dal nord Europa e diretti in Spagna a Santiago di Compostela, salivano i sentieri dell'Appennino ligure passando per la val Nure e inevitabilmente a Ponte dell'Olio, allora chiamato Ponte Albarola, il toponimo Albarola rimase, poi, per indicare una frazione del comune di Vigolzone, situata sulla sponda opposta del torrente Nure, circa 1 km a valle di Ponte dell'Olio. Vi sorgeva una piccola chiesa dedicata a San Rocco e gestita dai frati con annesso un hospitale: una struttura dedicata a fornire il ristoro, e non solo cure mediche, ai pellegrini.
Nel Medioevo viene testimoniano il ruolo importante del paese come punto snodo alla confluenza delle due strade principali della pianura e della città all'inizio della valle, vi era un grande afflusso di viandanti e viaggiatori e molti scambi commerciali con la Liguria lungo mulattiere, strade, e sentieri appenninici. Nella prima metà del XVI secolo era fiorente l'esportazione illegale dei grani valnurensi, oltre a questo la zona era interessata dal commercio di olio e grani: nel territorio erano attivi sei torchi per l'olio e diversi mulini. Le merci trattate negli scambi commerciali consistevano principalmente in olio d'oliva, lino, sapone, miele, scorze di arancia, olio da brusar (olio per le lampade), formaggio, fagioli e zucchero.
Dopo la caduta di Alberto Scoto, nel 1324 la zona passò a Lancillotto Anguissola, i cui eredi nel 1414 ottennero dal re dei romani Sigismondo di Lussemburgo l'investitura feudale dei castelli di Vigolzone, Folignano, della villa di Albarola, di Riva e Monte Santo. A partire dal 1567 entrò a far parte dei domini dei Farnese, venendo inglobato nel Ducato di Parma e Piacenza.
Nel 1806 Ponte dell'Olio divenne sede di una municipalità, dotata di un'assemblea, che riunì anche altri paesi. 
Ponte divenne anche sede di una pretura di seconda classe. L'espansione demografica verificatesi nei primi quindici anni del secolo era destinata a subire una brusca battuta d'arresto in coincidenza con l'epidemia di tifo petecchiale sviluppatesi localmente nel 1817.
Per lo sviluppo del commercio fu necessario provvedere allo studio e alla realizzazione, tra il 1835 e il 1836, di un ponte in sasso per i passeggeri, che fu detto "di Maria Luigia d'Austria", dal nome della duchessa di Parma e Piacenza, che ne aveva ordinato la costruzione.
Sotto l'impulso della curia piacentina, nell'anno 1879 fu creata la parrocchia di Ponte dell'Olio che comprendeva la chiesa di San Giacomo e quella di San Rocco.
Durante la seconda guerra mondiale, nel 1944, Ponte dell'Olio subì bombardamenti da parte delle truppe alleate che colpirono la stazione e il viadotto ferroviario sul Nure, che crollò in seguito all'azione.
Nella notte fra il 14 e il 15 settembre 2015, Ponte dell'Olio, così come il resto della val Nure ed un'ampia parte della provincia di Piacenza, venne colpita dall'esondazione del torrente Nure, dovuta al maltempo e ad ammassi di detriti, che causò danni, tra gli altri al ponte dell'ex strada statale 654 ed al campo sportivo del paese. L'alluvione causò anche il crollo di parte dell'ex strada statale 654 a Recesio, frazione di Bettola situata tra quest'ultimo paese e Ponte dell'Olio causando 3 morti; nel giorno successivo all'alluvione, nei pressi della frazione pontolliese di Biana, venne trovato il corpo di una delle vittime, Luigi Agnelli.

## Monumenti e luoghi d'interesse

### Architetture religiose

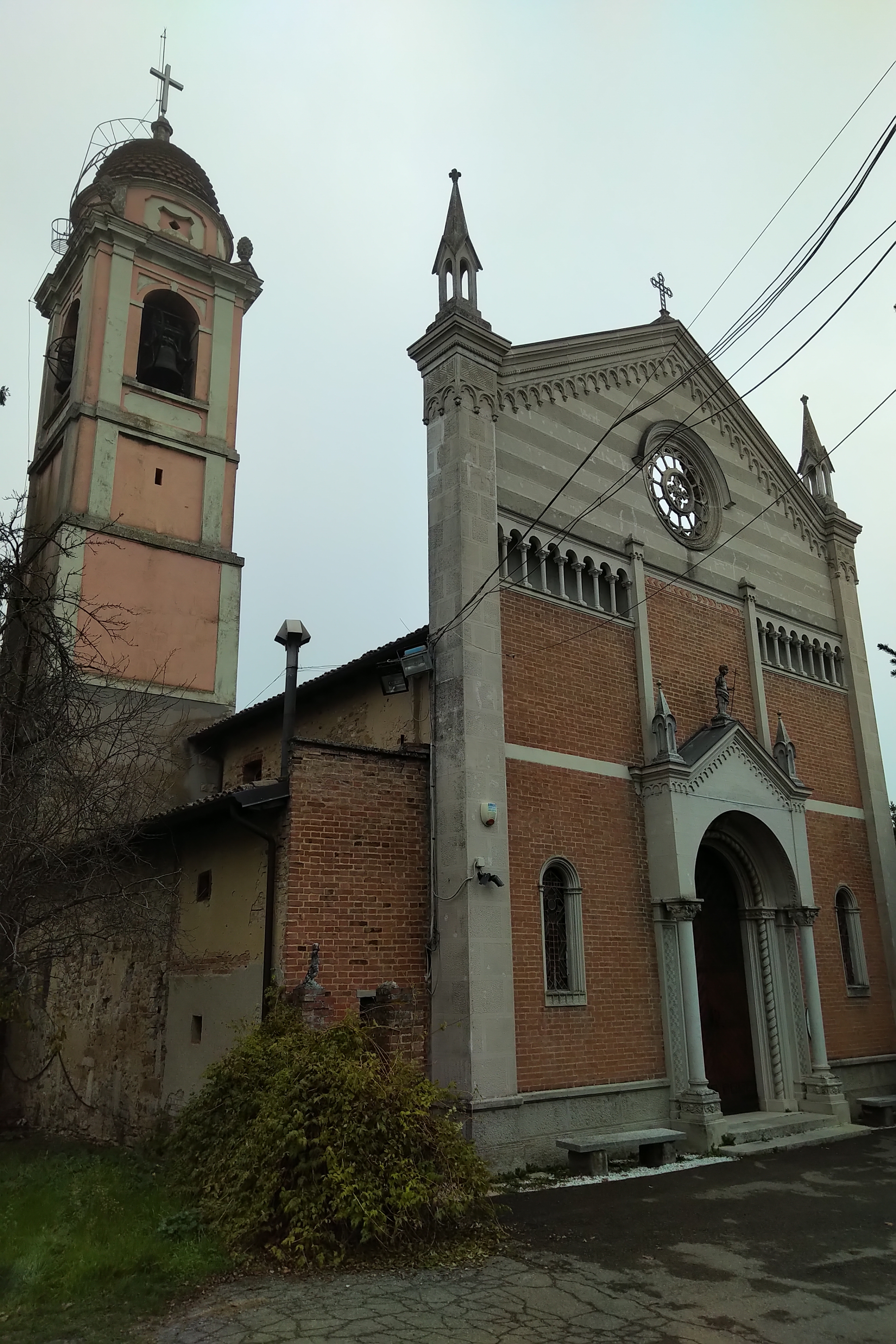
La chiesa di San Giovanni Battista a Castione

Chiesa di San Giacomo MaggioreEdificio ricostruito nel 1272 su un preesistente oratorio anch'esso dedicato a San Giacomo. Tra il XVIII e l'inizio del XIX secolo la chiesa fu oggetto di importanti lavori di ricostruzione con la costruzione di cappelle laterali, la ricostruzione della torre campanaria e il rifacimento della facciata; i lavori furono suggellati dalla nuova consacrazione della chiesa operata dal vescovo di Piacenza Giovanni Battista Scalabrini nel 1884. L'edificio presenta una facciata barocca tripartita da lesene di ordine dorico. All'interno si accede tramite tre portali, il maggiore dei quali è sormontato da una statua raffigurante San Giacomo posta all'interno di una nicchia. La struttura si caratterizza per una pianta basilicale a tre navate, mentre il campanile si trova in posizione frontale sul lato sinistro, isolato rispetto al resto dell'edificio.
Chiesa di San Giovanni BattistaSituata nella frazione di Castione, la sua costruzione risale al XV secolo con la funzione di cappella privata di proprietà dei conti Salvatico che donarono l'edificio in seguito al crollo di un edificio precedente a causa di una frana. L'edificio subì diversi rimaneggiamenti durante il XVIII secolo tra cui l'allungamento, mentre la facciata venne ricostruita a partire dal 1922 in stile neoromanico. La facciata a capanna è realizzata in mattoni a vista e presenta ai lati lesene a tutta altezza che culminano in guglie sommitali. L'interno presenta una pianta basilicale a tre navate con tre campate voltate a botte e cappelle laterali che si aprono sui lati della navata.
Chiesa di San Martino vescovoSituata nella frazione di Torrano, risale, come plebana, al XIV secolo; negli anni successivi la giurisdizione della chiesa venne progressivamente estesa verso ovest fino a ricomprendere anche Chero di Carpaneto. Presenta una pianta basilicale a tre navate con quattro campate. La facciata, realizzata in stile neogotico, si presenta a salienti, monocuspidata e è caratterizzata dalla lunetta del portale affrescata nel 1898 dal pittore piacentino Francesco Ghittoni con l'effigie della Madonna.

### Architetture civili
Villa San BonoEdificio in stile neoclassico a due piani con annessi un oratorio, un campanile ed edifici più bassi, di tipo rurale, circondati da un ampio cortile nel quale fu collocata anche una filanda costruita nel XVIII secolo dalla famiglia francese Sabonet. La facciata anteriore presenta due ordini di finestre: quelle in basso sono tipiche da convento, mentre quelle superiori sono sormontate da cornici orizzontali. Ai lati vi si trovano due portoni per l'accesso. Il palazzo ha ampi saloni con pareti e soffitti affrescati. Nel 1819 vi soggiornò la regina consorte Carolina di Brunswick, moglie del re Giorgio IV del Regno Unito. La villa appartenne ai conti cremonesi Guarnieri-Passerini e, dal 1818 al 1938, ai piacentini Ghizzoni; dal 1938 al 1942 passò all'imprenditore locale Giovanni Rossi e quindi alla Mensa Vescovile di Piacenza. All'interno della proprietà non sono più visibili gli edifici che ospitavano la filanda, chiusa nel 1853 dalla famiglia Ghizzoni, che realizzò il viale San Bono, la ghiacciaia e la grande vasca della raccolta dell'acqua.
Antiche fornaciComplesso industriale finalizzato alla produzione della calce viva edificato a partire dal 1890 ad opera del capomastro Emilio Rossi su commissione di Vincenzo Ghizzoni, socio della ditta Fornace di Calce Val Nure V. Ghizzoni e soci. L'impianto fu poi ampliato dal figlio di Emilio, Giovanni Rossi, fondatore della Cementirossi, con la costruzione di una seconda fornace all'inizio del novecento, raggiungendo, infine, un totale di 5 fornaci negli anni '20. Del complesso restano le ultime tre fornaci costruite, divenute di proprietà comunale e la villa di residenza di Giovanni Rossi, adibita a sede di uffici comunali.
Palazzo Scribani RossiEdificio risalente al XIX secolo, edificato dall'omonima famiglia, proprietaria anche del vicino castello di Riva durante l'Ottocento, è parte di un complesso che, oltre al palazzo propriamente detto, include un rustico, risalente alla stessa epoca.

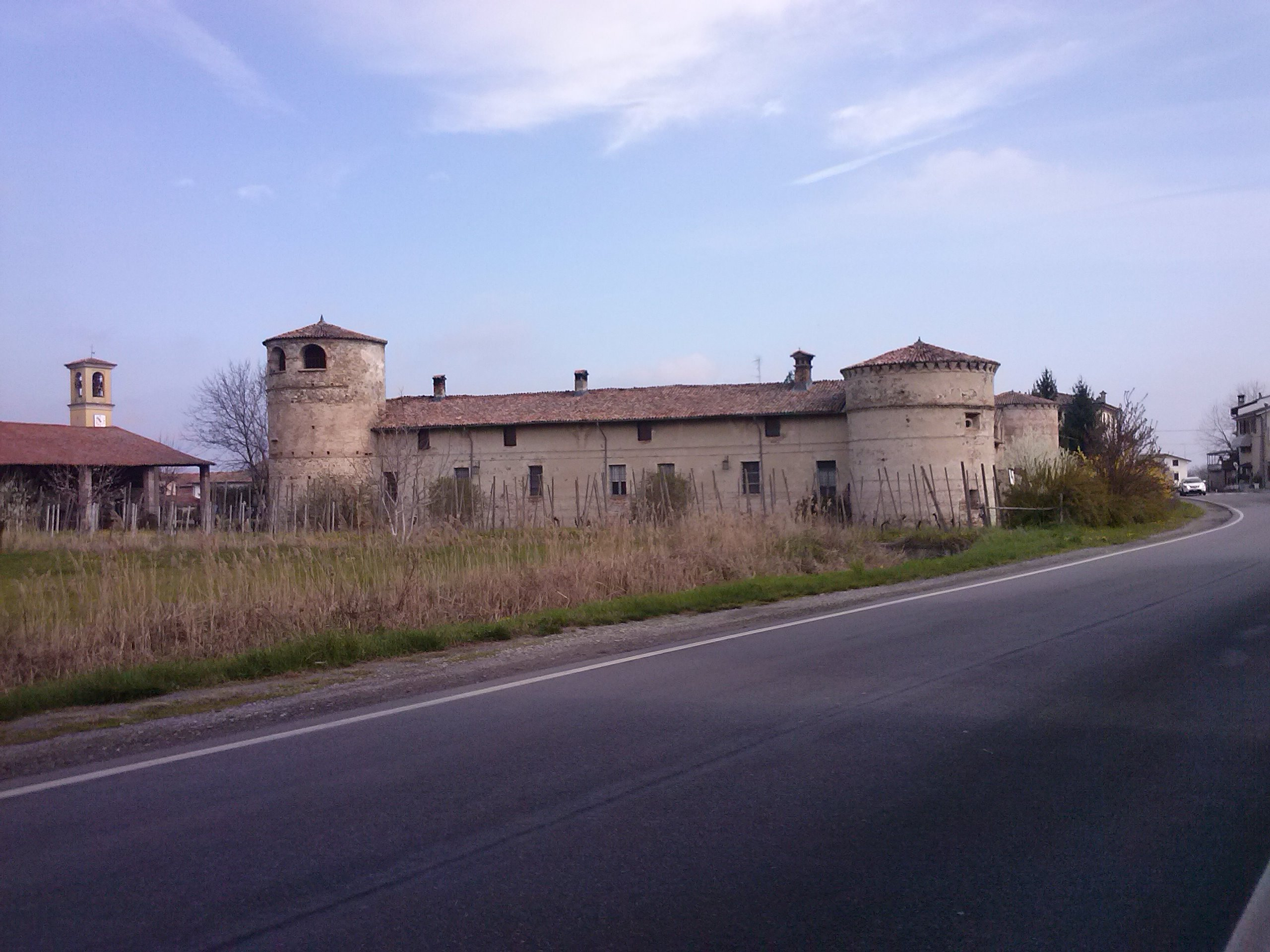
Il castello di Folignano

### Architetture militari
Castello di FolignanoDi questo maniero non si hanno notizie anteriori al XIV secolo. Nel 1319 la famiglia Copallati lo vendette ai figli di Riccardo Anguissola, fratello di Bernardo Anguissola, che è stato proprietario anche del castello di Riva. Nel 1504 il re di Francia infeudò il conte Pier Bernardino Anguissola dei feudi di Folignano e San Polo. Il castello rimase degli Anguissola fino alla fine dell'Ottocento. La sua pianta è quadrangolare e ad ogni vertice si erge una bassa torre di forma circolare. Le mura perimetrali erano circondate da un ampio fossato, ora occupato dal bocciodromo. Il castello, in buone condizioni di conservazione, è stato trasformato in azienda agricola ed ospita il museo della pigiatura.

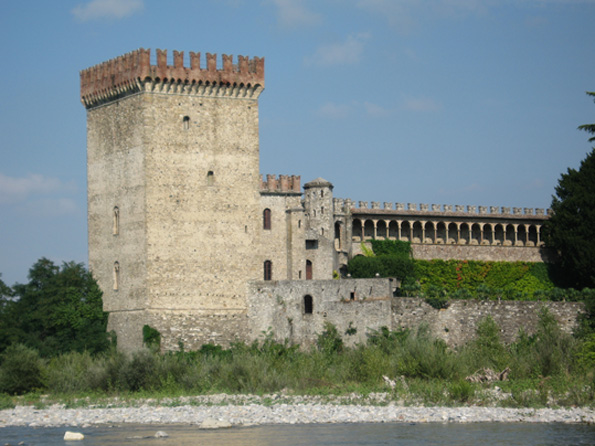
Il castello di Riva visto dal torrente Nure

Castello di FrattaCastello costruito probabilmente in appoggio al vicino fortilizio di Torrano, nel 1315 apparteneva alla famiglia Fulgosio, passando poi alle famiglie Leccacorvi e Nicelli. Nel 1446 Stefano Nicelli ne ottenne l'investitura dai duchi di Milano, tuttavia pochi anni dopo sorse una disputa sull'effettiva proprietà dell'edificio che nel 1482 ritornò agli eredi dei Leccacorvi. In seguito l'edificio passò a Bernardino Marconi, poi ai Chiapponi e infine alla Camera Ducale farnesiana. Del complesso originaria rimane una tozza torre notevolmente rimaneggiata.
Castello di RivaPosto in posizione strategica, lungo la strada che risale la val Nure, all'imbocco della vallata, è citato per la prima volta in un investitura del 1199. Realizzato con pietre provenienti dal torrente Nure, presenta una pianta triangolare ed è caratterizzato da un mastio quadrato, una torre rompitratta lungo il lato nord, che si ricollega con il mastio tramite una loggia risalente al XV secolo, due torri sui vertici e una torre nei pressi dell'ingresso con ponte levatoio.
Castello di TorranoEdificato tra la fine del Duecento e l'inizio del Trecento, ampliando una torre risalente al 1250, venne distrutto nel 1321 ad opera di milizie al soldo di Galeazzo I Visconti, nei secoli successivi passò più volte di mano fino a entrare nelle proprietà della camera ducale e, poi, del demanio. Nel Novecento fu di proprietà del barone Zipperlen che procedette a effettuare lavori di ampliamento. Il forte presenta la torre originaria, da cui si sviluppa una cerchia muraria caratterizzata da merlatura ghibellina. L'ingresso è caratterizzato da una piccola torre di forma quadrata con ponte levatoio.
Castello di MontesantoCostruito nei pressi della vetta del monte Santo, forse su precedenti insediamenti di epoca etrusca, fu un forte di grande importanza tra il XII e il XIV secolo; coinvolto nelle lotte tra guelfi e ghibellini, venne distrutto nel 1253 da Azzo Guidoboi, vicario di Oberto II Pallavicino. Nel 1414 fu concesso alla famiglia Anguissola dal re dei romani Sigismondo di Lussemburgo. Il castello, elevato a contea nel 1438, venne ricostruito dagli Anguissola nel 1446. Caduto in uno stato di abbandono, venne parzialmente ristrutturato nel corso del XX secolo; nonostante ciò il complesso si trova in cattive condizioni. L'edificio presenta una pianata esagonale irregolare con i resti di una torre quadrata angolare sul fronte orientale. In contrapposizione a questa torretta si trova il mastio, dotato di beccatelli che la tradizione voleva dotato di un cunicolo segreto sotterraneo che lo collegava alla vicina torre di avvistamento e che si trova anch'esso in cattive condizioni dopo il crollo di tutti i soffitti interni.
Torre di MontesantoConosciuta anche come torre di Molino Croce e situata sulle pendici dell'omonimo monte, si tratta dei resti di una struttura di avvistamento, originariamente posta al servizio del vicino castello, che permetteva il controllo su buona parte della media val Nure.
Torrione di CastioneUnica parte superstite di un più ampio castello risalente al X secolo e inizialmente di proprietà della famiglia Da Rizzolo. A partire dal XVII secolo passò più volte di mano dalla famiglia Benzoni, alla camera ducale farnesiana, ai Salvatico per diventare, nella seconda metà dell'Ottocento, di proprietà della famiglia Silva di Gropparello. La torre, dalla pianta quadrangolare, ha subito rifacimenti tra il XVII e il XIX secolo.

## Società

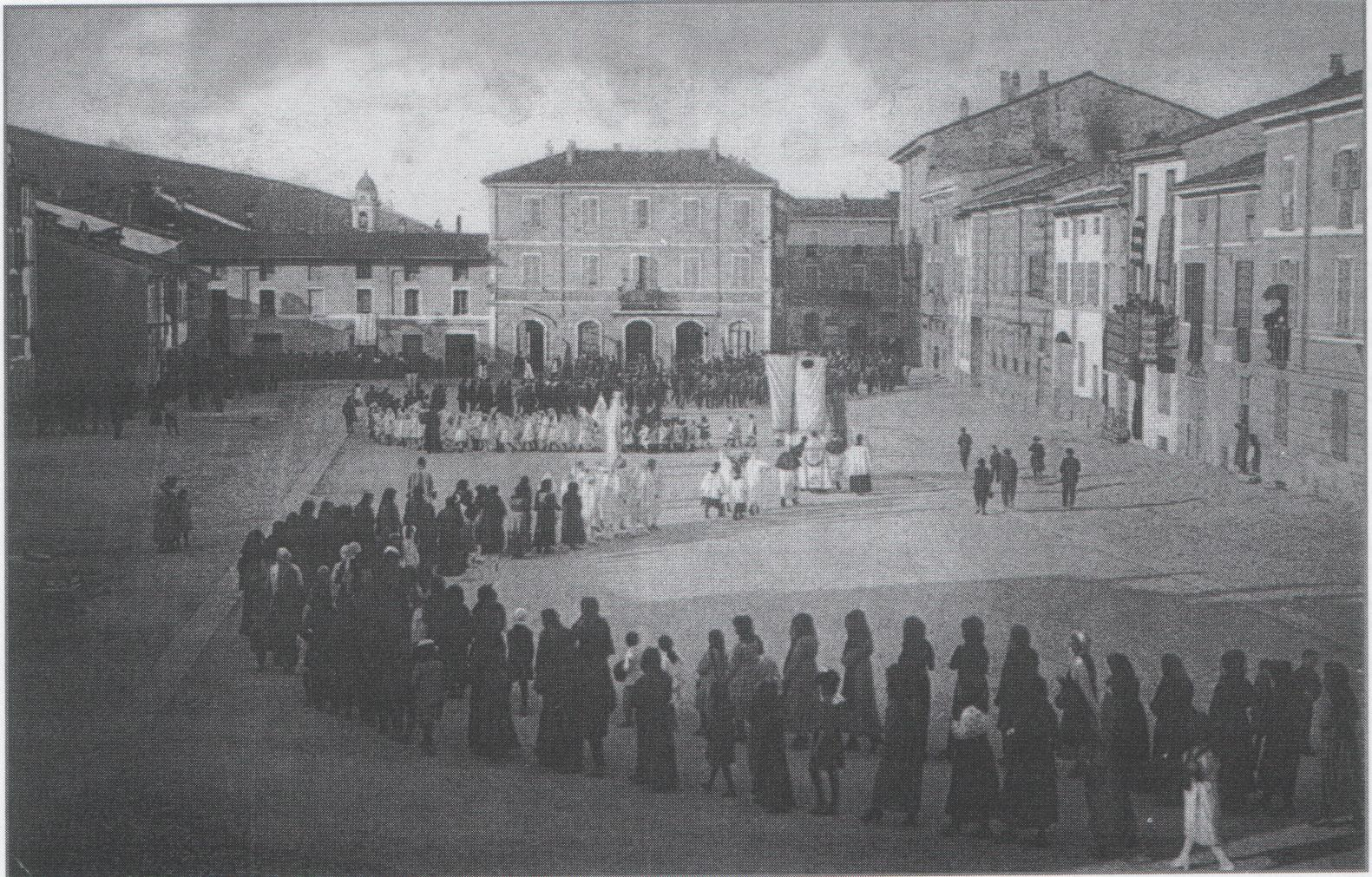
Piazza 1º Maggio durante una processione nei primi del Novecento

### Evoluzione demografica
Abitanti censiti

### Tradizioni e folclore
- Fiera di San Rocco, storica manifestazione in programma il 15 e 16 agosto che si svolge ininterrottamente dal 1670[29] o 1671[30]; è il principale evento commerciale e d'intrattenimento del paese.
- Fiera di primavera - fiera della pancetta piacentina[31], evento dedicato alla promozione del tipico salume DOP piacentino organizzato annualmente la prima domenica di maggio[32].
- I Sapori del Borgo: rassegna enogastronomica che si svolge la seconda domenica di novembre per la promozione dei prodotti enogastronomici tipici del territorio e la cucina piacentina[33].

## Economia

### Agricoltura
Nella zona di Ponte dell'Olio è presente, fin dal quattrocento, la viticoltura; a testimonianza della tradizione, nell'azienda agricola Perinelli si trova un torchio cinquecentesco dotato di una gabbia dalla forma quadrata con lato lungo 2 m e con movimento impresso da un tronco di rovere. Il comune di Ponte dell'Olio fa parte della zona DOC dei colli piacentini.

### Industria
Le origini dell'attività manifatturiera a Ponte dell'Olio sono riconducibili al XIII secolo quando, a seguito della realizzazione del rio San Giorgio, un canale artificiale che derivava l'acqua dal torrente Nure nei pressi del castello di Riva, in analogia con la sponda opposta del Nure dove fu realizzata una derivazione dalle caratteristiche simili, il rio Grazzano, sorsero nelle vicinanze di Ponte dell'Olio diversi impianti alimentati grazie alla forza cinetica delle acque tra cui alcuni magli per la lavorazione di componenti metallici, folli impiegati nel processo di tintura dei tessuti e mulini.
Nella seconda parte del XIX secolo sorsero a Ponte dell'Olio i primi insediamenti manifatturieri moderni, tra i quali bottonifici, trafilerie e corderie, tra cui si segnala la viteria Tevi, situata tra il capoluogo e Riva, la cui produzione continuò fino ai primi anni del XXI secolo. A questi insediamenti seguirono, tra la fine del secolo e i primi decenni del Novecento, le fornaci per la produzione di calce. La presenza di queste attività influenzò fortemente l'economia del comune, portando tra l'altro alla realizzazione di diversi servizi per la comunità come opere di edilizia residenziale e la scuola materna costruita intorno agli anni '50.
Questi primi insediamenti industriali erano localizzati nei pressi del centro storico del capoluogo e sono state parzialmente recuperate a seguito della cessazione, o quantomeno della riduzione, delle attività industriali in loco. A partire dagli anni '80 del XX secolo, le nuove attività produttive furono concentrate nella località Il Maglio, situata tra il corso del torrente Nure e il percorso della strada provinciale 36, in una zona sostanzialmente pianeggiante a nord del centro di Ponte dell'Olio.

#### Le fornaci
Un importante impulso all'attività economica locale tra la fine dell'Ottocento e la prima metà del Novecento derivò dalla costruzione, avvenuta a partire dal 1890 del complesso delle fornaci atte alla produzione della calce viva, edificate su impulso dell'azienda Calce Val Nure. Nei primi anni del XX secolo le fornaci, divenute di proprietà del pontolliese Giovanni Rossi, futuro fondatore del cementificio Cementirossi di Piacenza, aumentarono progressivamente di numero fino agli anni '20, periodo in cui erano attivi 5 impianti. La produzione della calce proseguì fino agli anni '50.

## Infrastrutture e trasporti
Il territorio comunale di Ponte dell'Olio è interessato dal percorso della strada statale 654 di Val Nure, sulla quale si innesta in paese il tracciato della strada provinciale 36 di Godi che collega Ponte dell'Olio con il comune di San Giorgio Piacentino.

### Tranvie
Nel periodo 1853-1856 presero corpo progetti di ferrovia da Piacenza a Genova attraverso la val Nure e, quindi, Ponte dell'Olio, oltreché infrastrutture dedicate al trasporto merci con sistema decauville, da Ponte dell'Olio a Ferriere.
A partire dal 1881 fu attiva, realizzata dalla società Piacenza, Bettola and Cremona Railway Company con sede a Londra, la tranvia Piacenza-Bettola, passante per Ponte dell'Olio, dove i tram a vapore superavano il Nure sul ponte stradale. Il binario era situato sul lato sinistro del viadotto per chi proveniva da Piacenza; superato il ponte la linea proseguiva verso il centro di Ponte dell'Olio dove, nelle vicinanze della chiesa di san Rocco, si trovava la stazione. All'interno del territorio comunale si trovavano anche le fermate di Riva, Scambio Gorroni, Molino Croce e Biana.

### Ferrovie

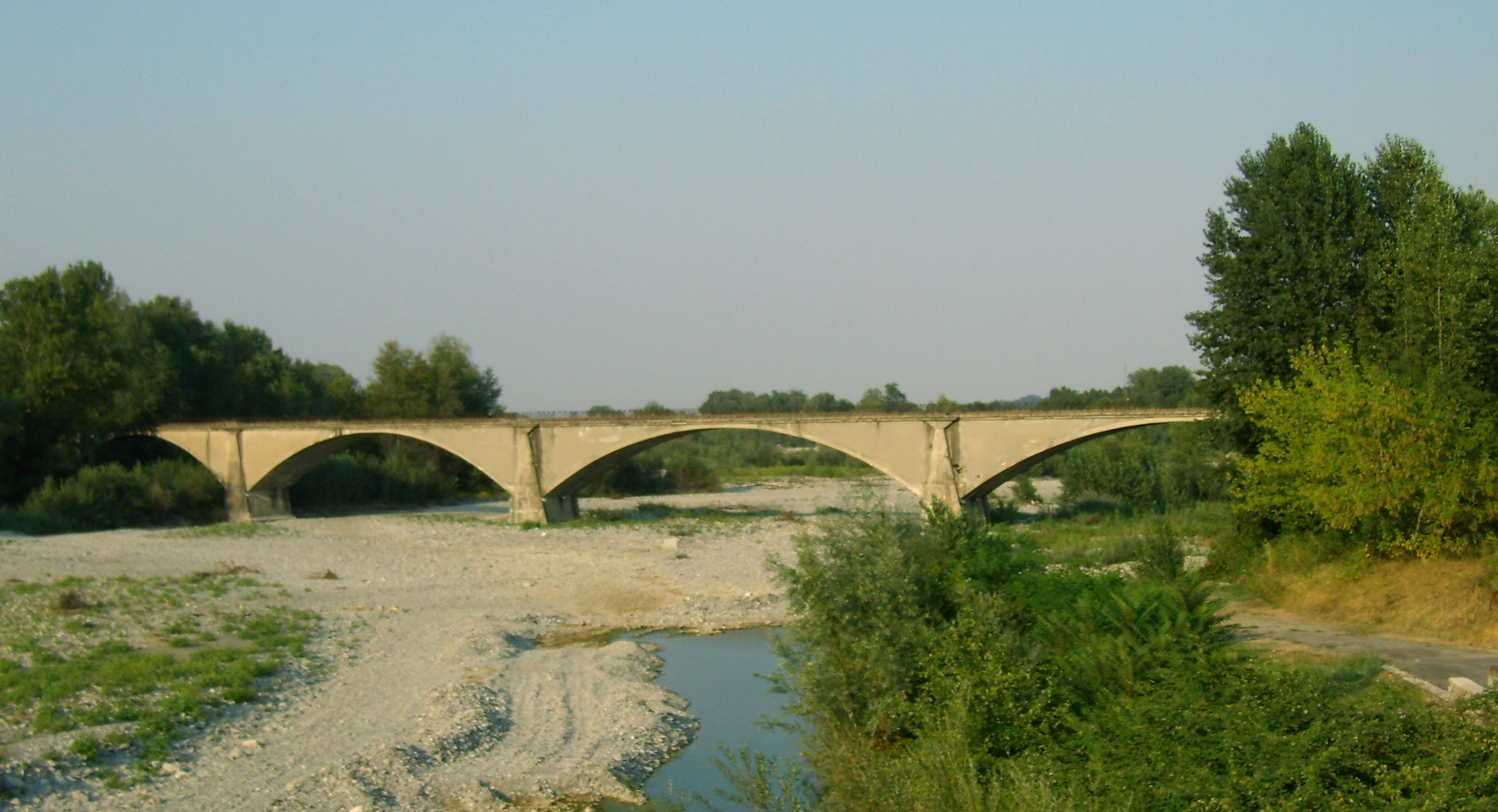
Il ponte ferroviario in curva

Nel 1932 la tranvia venne sostituito da una nuova linea ferroviaria elettrica che lambiva Ponte dell'Olio su un tracciato periferico rispetto al centro, con binari ancorati su massicciata. Proprio immediatamente prima di Ponte dell'Olio la ferrovia superava il torrente Nure per mezzo di un ponte in curva di cemento armato, uno dei primi viadotti di questo tipo costruiti in Italia, realizzato appositamente per l'infrastruttura. Oltre al capoluogo, la ferrovia aveva altre tre stazioni all'interno del territorio comunale pontolliese: Riva, Molino Croce e Biana.
Durante la seconda guerra mondiale il ponte venne bombardato e fatto crollare da parte delle truppe alleate per bloccare i collegamenti alle truppe tedesche: a seguito dell'azione la circolazione ferroviaria risultò divisa in due tronconi fino al 1947 quando il viadotto venne definitivamente ricostruito. La circolazione ferroviaria fu definitivamente sospesa, nonostante numerose proteste da parte degli utenti, nel 1967 con l'istituzione di autocorse sostitutive.

## Amministrazione
Di seguito è presentata una tabella relativa alle amministrazioni che si sono succedute in questo comune.
| Periodo        | Periodo        | Primo cittadino     | Partito                                                                          | Carica  | Note   |
| -------------- | -------------- | ------------------- | -------------------------------------------------------------------------------- | ------- | ------ |
| 3 gennaio 1987 | 25 maggio 1990 | Remo Mazza          | Democrazia Cristiana                                                             | Sindaco | [ 40 ] |
| 25 maggio 1990 | 24 aprile 1995 | Pietro Guglielmetti | Democrazia Cristiana                                                             | Sindaco | [ 40 ] |
| 24 aprile 1995 | 14 giugno 1999 | Mario Azzali        | Lista civica                                                                     | Sindaco | [ 40 ] |
| 14 giugno 1999 | 14 giugno 2004 | Angelo Montanari    | Lista civica                                                                     | Sindaco | [ 40 ] |
| 14 giugno 2004 | 8 giugno 2009  | Roberto Spinola     | Lista civica                                                                     | Sindaco | [ 40 ] |
| 8 giugno 2009  | 26 maggio 2014 | Roberto Spinola     | Lista civica Un Ponte nel futuro                                                 | Sindaco | [ 40 ] |
| 26 maggio 2014 | 27 maggio 2019 | Sergio Copelli      | Lista civica Insieme per cambiare il futuro                                      | Sindaco | [ 40 ] |
| 27 maggio 2019 | 9 giugno 2024  | Alessandro Chiesa   | Lega Salvini Premier, Fratelli d'Italia e Forza Italia                           | Sindaco | [ 40 ] |
| 9 giugno 2024  | in carica      | Alessandro Chiesa   | Lega, Fratelli d'Italia, Forza Italia - PPE e lista civica Pontolliesi per Ponte | Sindaco | [ 40 ] |

### Altre informazioni amministrative
Il 23 dicembre 2015 il consiglio comunale deliberò l'invio alla regione Emilia-Romagna di un'istanza per l'avvio del procedimento di fusione con il confinante comune di Vigolzone e il 29 febbraio 2016 la giunta regionale approvò la proposta di legge riguardante la fusione dei due comuni. Il successivo 12 luglio l'assemblea legislativa regionale approvò la proposta di legge sull'indizione di un referendum consultivo, poi deliberato con decreto del presidente della giunta regionale e fissato per il 16 ottobre. Il referendum vide la vittoria del no in entrambi i comuni con una percentuale del 60,03 % a Ponte dell'Olio e del 59,14 % a Vigolzone.
Dal 2013 Ponte dell'Olio è parte, insieme ai comuni di Bettola, Farini e Ferriere, dell'Unione Montana Alta Val Nure, ente nato a seguito dello scioglimento della Comunità montana valli del Nure e dell'Arda, di cui Ponte dell'Olio non faceva parte, e che è subentrato in tutti i rapporti facenti capo ad essa.